# خانه ضیاءالدین فیلی
خانه ضیاءالدین فیلی مربوط به دوره قاجار است و در شیراز، خیابان لطفعلی خان زند، بعد از مسجد نصیرالملک، کوچه ۳۳، پلاک ۱۳ واقع شده و این اثر در تاریخ ۱۵ دی ۱۳۸۷ با شمارهٔ ثبت ۲۴۱۹۰ به‌عنوان یکی از آثار ملی ایران به ثبت رسیده است.